# ユリオプス属
ユリオプス属（ユリオプスぞく、学名：Euryops）とはキク科の属の1つ。南アフリカを中心に100種程度が分布する。

## 主な種
・ ユリオプス・デージー Euryops pectinatus
常緑低木で開花期は11月〜翌5月頃。葉には短い白毛が生えている。南アフリカ原産。
・ ユリオプス・ゴールデンクラッカー Euryops virgineus
・マーガレットコスモス Euryops chrysanthemoides(ステイロディスカス属の一種とされる説もある(Steirodiscus euryopoides))
・Euryops acraeus